# Trichospira verticillata
Trichospira verticillata S.F. Blake, 1915 è una pianta angiosperma dicotiledone della famiglia delle Asteraceae. Trichospira verticillata è l'unica specie del genere  Trichospira  Kunth, 1818. Trichospira è l'uinco genere della sottotribù Trichospirinae Less., 1831.

## Etimologia
Il nome "generico" (Trichospira) è formato da due parole greche: "tricho" (= peloso, con peli) e "spira" (= spirale); mentre quello "specifico" (verticillata) indica una struttura a verticilli. Questi nomi fanno riferimento al particolare portamento della pianta.
Il nome scientifico della specie (Trichospira verticillata) è stato definito dal botanico americano Sidney Fay Blake (1892-1959) nella pubblicazione "Torreya; a Monthly Journal of Botanical Notes and News" (Torreya 15: 106) del 1915; il genere (Trichospira) è stato definito dal botanico tedesco Karl Sigismund Kunth (1788-1850) nella pubblicazione "Nova Genera et Species Plantarum" (Nov. Gen. Sp. [H.B.K.] 4(14): 21 (ed. fol.)) del 1818; la sottotribù (Trichospirinae) è stata definita dal botanico tedesco Christian Friedrich Lessing (1809 – 1862) nella pubblicazione "Linnaea; Ein Journal für die Botanik in ihrem ganzen Umfange. Berlin" del 1831.

## Descrizione
La specie di questa voce è un'erba perenne con portamento prostrato (e strisciante). Le superfici sono ricoperte di peli semplici o di tipo aracnoide..
Le foglie sono sessili e disposte lungo il fusto in modo alterno (sub-opposte se gli steli sono fertili). La faccia inferiore è tomentosa. Le venature sono di tipo pennato.
Le infiorescenze sono formate da capolini sessili in posizione ascellare subopposta. I capolini sono composti da un involucro formato da circa 12 brattee embricate che fanno da protezione al ricettacolo sul quale s'inseriscono i fiori tubulosi. Le brattee sono subuguali, persistenti e mescolate a fiori veri e propri. Il ricettacolo è provvisto di poche pagliette.
I fiori, circa 10 per capolino, sono tetra-ciclici (ossia sono presenti 4 verticilli: calice – corolla – androceo – gineceo) e pentameri (ogni verticillo ha in genere 5 elementi). I fiori sono inoltre ermafroditi e actinomorfi (raramente possono essere zigomorfi).
- Formula fiorale:

*/x K {\displaystyle \infty }, [C (5), A (5)], G 2 (infero), achenio
Calice: i sepali del calice sono ridotti ad una coroncina di squame.
Corolla: i fiori hanno una forma tubulosa con corolle lunghe 2 mm e terminanti in 4 lobi; all'esterno della corolla sono presenti alcune ghiandole. Il colore della corolla è lavanda.
Androceo: gli stami sono 5 con filamenti liberi e distinti, mentre le antere sono saldate in un manicotto (o tubo) circondante lo stilo. Le teche delle antere sono semplici (non speronate o con brevi speroni) e con appendici ovali e superficie glabra. Il polline è tricolporato (con tre aperture sia di tipo a fessura che tipo isodiametrica o poro); la parte più esterna dell'esina è appena sollevata a forma di creste e depressioni (non è "lophato").
Gineceo: lo stilo è filiforme e privo di nodi basali. Gli stigmi dello stilo sono due divergenti. L'ovario è infero uniloculare formato da 2 carpelli. Gli stigmi hanno la superficie stigmatica interna.
I frutti sono degli acheni con pappo. Gli acheni sono fortemente compressi conforme a cuneo e bicornuti distalmente con due coste laterali e 2 -3 più deboli per faccia. La fitomelanina, i rafidi e gli idioblasti sono assenti. Il pappo è formato da due reste apicali più grandi e una coroncina di altre piccole reste alla base della corolla.

## Biologia
- Impollinazione: l'impollinazione avviene tramite insetti (impollinazione entomogama tramite farfalle diurne e notturne).
- Riproduzione: la fecondazione avviene fondamentalmente tramite l'impollinazione dei fiori (vedi sopra).
- Dispersione: i semi (gli acheni) cadendo a terra sono successivamente dispersi soprattutto da insetti tipo formiche (disseminazione mirmecoria). In questo tipo di piante avviene anche un altro tipo di dispersione: zoocoria. Infatti gli uncini delle brattee dell'involucro si agganciano ai peli degli animali di passaggio disperdendo così anche su lunghe distanze i semi della pianta.

## Distribuzione e habitat
La presente specie si trova solo in America: Cuba, parte settentrionale del Sud America e Brasile in habitat tipicamente tropicali (ambiente amazzonico e della savana fino a 500 m s.l.m.).

## Tassonomia
La famiglia di appartenenza di questa voce (Asteraceae o Compositae, nomen conservandum) probabilmente originaria del Sud America, è la più numerosa del mondo vegetale, comprende oltre 23.000 specie distribuite su 1.535 generi, oppure 22.750 specie e 1.530 generi secondo altre fonti (una delle checklist più aggiornata elenca fino a 1.679 generi). La famiglia attualmente (2021) è divisa in 16 sottofamiglie.

### Filogenesi
Le piante di questo gruppo appartengono alla tribù Vernonieae Cass. della sottofamiglia Vernonioideae Lindl.. Questa classificazione è stata ottenuta ultimamente con le analisi del DNA delle varie specie del gruppo. Da un punto di vista filogenetico in base alle ultime analisi sul DNA la tribù Vernonieae è risultata divisa in due grandi cladi: Muovo Mondo e Vecchio Mondo. I generi di Trichospirinae appartengono al clade relativo all'America.
L'entità di questa voce è l'unica specie del genere Trichospira e della sottotribù Trichospirinae. Inizialmente (fine 1800) questa specie era assegnata alla tribù Heliantheae (sottotribù Coreopsidinae) prendendo in considerazione solamente la forma appiattita dell'achenio. Solamente in tempi più recenti (1970 circa) è stata collocata nell'ambito della tribù Vernonieae, questo per la particolare forma dell'achenio, ma anche per le caratteristiche della sua superficie e la mancanza di qualsiasi tessuto di tipo Idioblasto. Caratteristiche che inoltre giustificano la sua posizione isolata nell'ambito della tribù.
La sottotribù, e quindi i suoi generi, si distingue per i seguenti caratteri:
- l'habitus è composto da erbe rampicanti con infiorescenze ridotte;
- il ricettacolo ha poche pagliette;
- l'achenio è piatto con due paia di corni divergenti;
- l'achenio è privo di fitomelanina, rafidi e idioblasti.

Il numero cromosomico di questa specie non è stato ancora rilevato.

### Basionimo e Sinonimi
Il basionimo per questa specie è: Bidens verticillata L., 1753
Trichospira verticillata ha avuto nel tempo diverse nomenclature. L'elenco seguente indica alcuni tra i sinonimi più frequenti:
- Bidens verticillata L., 1753
- Rolandra reptans  Willd. ex Less.
- Rolandra septans  Willd. ex Less.
- Salmea verticillata  (L.) Druce
- Trichospira biarista Less.
- Trichospira biaristata  Less.
- Trichospira biaristata  DC. (1836)
- Trichospira menthoides H.B.K. (1818)
- Trichospira prieurei  DC. (1836)
- Trichospira pulegium  Mart. ex DC. (1836)